# حالت ترندلنبرگ معکوس

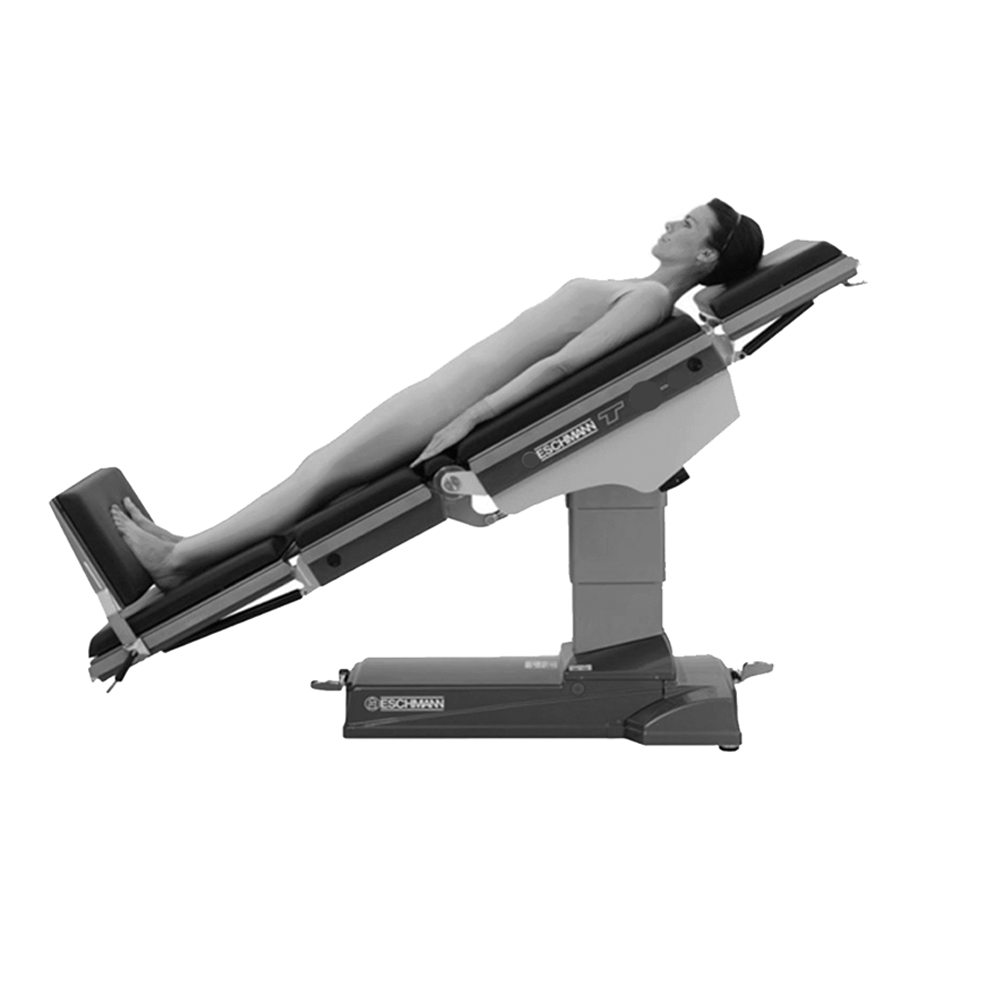
پوزیشن ترندلنبرگ معکوس)

در پوزیشن ترندلنبرگ معکوس (به انگلیسی: Reverse Trendelenburg Position (RTP)) بمانند پوزیشن خوابیده به پشت بدن صاف می‌باشد و حالت بیمار بر روی تخت بگونه‌ای است که با زاویه گرفتن تخت در بازه ۱۵ تا ۳۰ درجه، بالاتنه بیمار نسبت به پاها، بالاتر قرار می‌گیرد.(عکس وضعیت ترندلنبرگ)
- پیش از آنکه بیمار به این حالت درآید، جاپایی مخصوص را در پایین تخت جراحی نصب می‌کنند تا مانعی جهت سرخوردن بیمار باشد.
- برای ثابت ماندن سر باید از پد یا جاسری مناسب استفاده نمود.
- برای پیشگیری از فشار به عصب زیر زانویی (پرونئال) باید زیر زانو یک پد مناسب قرار داد یا آن را با شان پوشاند.

## نقاط در معرض فشار
کف پا، زانوها و انحنای کمر،  فشار زیادی را تحمل می‌کنند.

## موارد استفاده
- جهت اعمال جراحی در ناحیه سر و گردن مانند تیروئیدکتومی مورد استفاده قرار می‌گیرد چراکه شدت جریان خون این نواحی، با قرار گیری در این وضعیت کاهش می‌یابد.[۲]
- گاهی جهت اعمال مربوط به نواحی بالای شکمی بمانند عمل در ناحیه معده از این پوزیشن بهره برده می‌شود، چراکه این حالت باعث هدایت احشای شکمی بیمار به قسمت پایین‌تر شده و جراح دسترسی آسان‌تری به قسمت فوقانی شکم بیمار پیدا می‌کند.
- جراحی‌های شانه، ازوفاگوسکوپی (دیدن و بررسی مری)، لاپاروسکوپی کیسه صفرا (دیدن و بررسی کیسه صفرا با کنار زدن روده‌‌‌ها به کمک این پوزیشن)[۳]

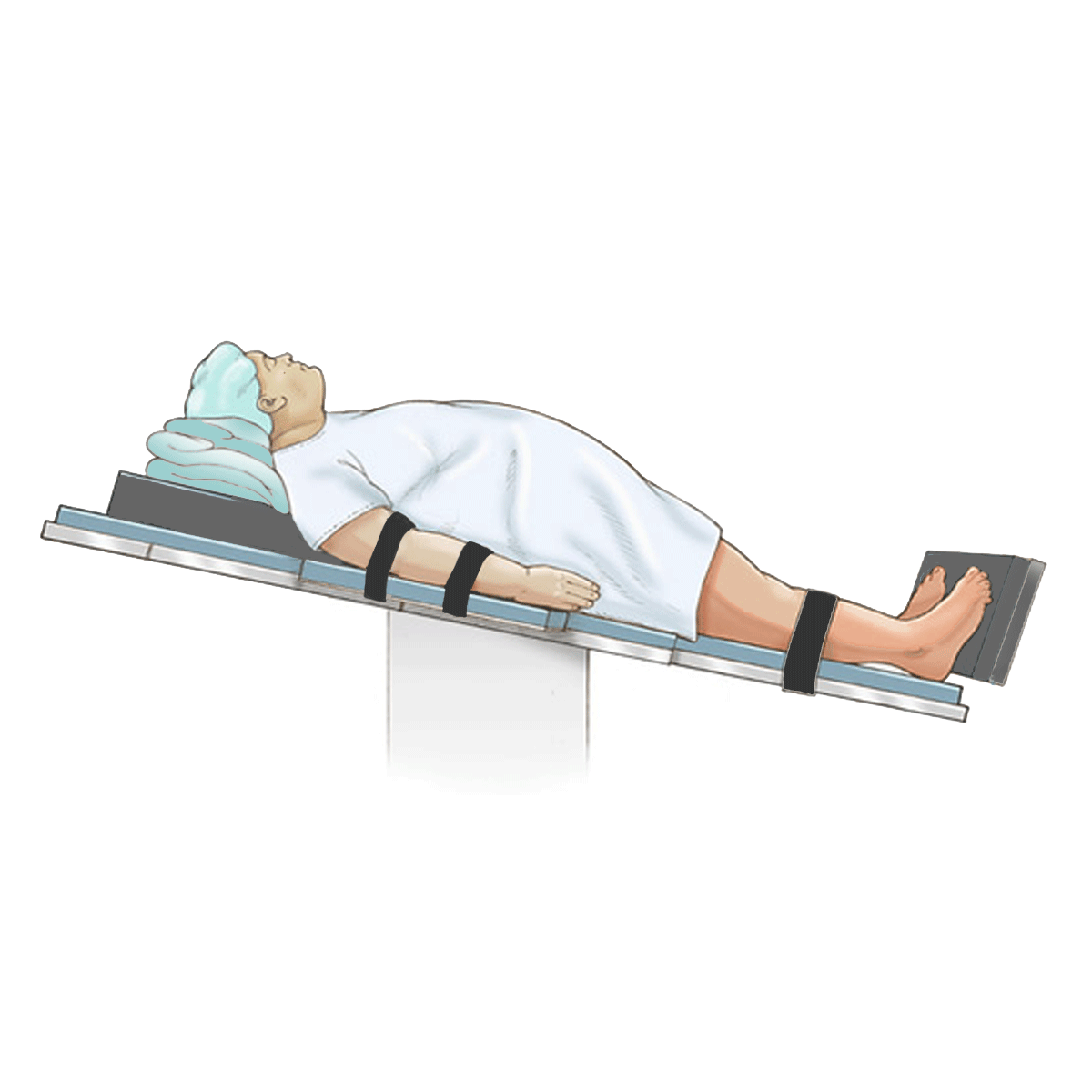
پوزیشن ترندلنبرگ معکوس در افراد چاق

همچنین این پوزیشن در هنگام سندرم کمپارتمان شکمی جهت جلوگیری از VAP در بیماران اینتوبه استفاده می‌شود، اگرچه بالا آوردن سر تخت پوزیشن رایج در پیشگیری از vap بوده اما در ACS کنترل اندیکاسیون دارد و از این پوزیشن جهت کاهش فشار داخل شکمی استفاده می‌شود.

## توجهات فیزیولوژیکی
- در این وضعیت عملکرد سیستم تنفسی همانند وضعیت عمودی است.
- برای جلوگیری از ایجاد لخته در وریدهای عمقی بیمار از بانداژهای‌الاستیکی  یا جوراب‌های ضد آمبولی استفاده می‌کنیم.[۴][۵]